# Muhammed Gümüşkaya
Muhammed Gümüşkaya (Kağıthane, 1 januari 2001) is een Turks voetballer die sinds 2022 uitkomt voor KVC Westerlo.

## Clubcarrière

### Fenerbahçe
Gümüşkaya sloot zich in 2012 aan bij de jeugdopleiding bij Fenerbahçe SK. Daarvoor voetbalde hij in de straten van Istanboel. In juli 2018 ondertekende Gümüşkaya een driejarig contract bij de negentienvoudige landskampioen. Op 30 oktober 2019 maakte hij zijn officiële debuut in het eerste elftal van de club: in de bekerwedstrijd tegen Tarsus Idman Yurdu (1-3-winst) mocht hij een paar minuten voor tijd invallen. Op de slotspeeldag van het seizoen 2019/20, die door de coronapandemie pas eind juli 2020 werd afgewerkt, liet interim-trainer Tahir Karapinar hem in de 3-1-zege tegen Çaykur Rizespor in de 77e minuut invallen.

### Boluspor (huur)
In september 2020 leende Fenerbahçe hem voor een seizoen uit aan tweedeklasser Boluspor. Daar speelde Gümüşkaya twintig competitie- en twee bekerwedstrijden. Pas vanaf februari 2021 groeide hij er uit tot een vaste waarde. In april 2021 was Gümüşkaya tweemaal bepalend met zijn goals: op de 29e competitiespeeldag scoorde hij het enige doelpunt in de 0-1-zege bij Altay SK, op de 31e competitiespeeldag scoorde hij tweemaal in de 2-3-zege bij Bandirmaspor. Boluspor eindigde dat seizoen twaalfde in de TFF 1. Lig.

### Fenerbahçe (II)
In het begin van het seizoen 2021/22 kreeg Gümüşkaya zijn kans bij Fenerbahçe. In zijn eerste officiële wedstrijd van het seizoen, de Europa League-kwalificatiewedstrijd tegen HJK Helsinki op 19 augustus 2021, scoorde hij als invaller het enige doelpunt van de wedstrijd. Drie dagen later kreeg hij prompt een basisplaats tegen Antalyaspor op de tweede competitiespeeldag. Ook in de daaropvolgende zes competitiewedstrijden kwam hij in actie, hierbij begon hij slechts een keer op de bank. Bij de jaarwisseling had Gümüşkaya zeventien officiële wedstrijden op zijn teller staan: naast tien competitiewedstrijden (nog drie extra invalbeurten) en een bekerwedstrijd ook zes Europese wedstrijden. Vier van die zes Europese wedstrijden waren invalbeurten in de groepsfase van de Europa League, waar Fenerbahçe derde eindigde in een groep met Eintracht Frankfurt, Olympiakos Piraeus en Antwerp FC.

### Giresunspor (huur)
Op 4 februari 2022 kondigde Fenerbahçe aan dat Gümüşkaya voor de rest van het seizoen werd uitgeleend aan eersteklasser Giresunspor. Acht dagen later maakte hij, uitgerekend tegen Fenerbahçe, zijn officiële debuut voor de club. Gümüşkaya schipperde bij Giresunspor tussen bank en basis, maar miste na zijn debuut wel geen enkele competitiewedstrijd. Gümüşkaya speelde een bescheiden rol in het behoud van Giresunspor: op de 27e competitiespeeldag hielp hij de club aan een 3-1-zege tegen Göztepe SK en op de 30e competitiespeeldag versierde hij in de blessuretijd van de eerste helft een strafschop tegen degradatieconcurrent Çaykur Rizespor, waana Giresunspor uiteindelijk met 1-2 won. Giresunspor eindigde dat seizoen als zestiende in de Süper Lig, met negen punten meer dan eerste degradant Çaykur Rizespor.

### KVC Westerlo
Na afloop van zijn uitleenbeurt keerde Gümüşkaya terug naar Fenerbahçe, waar de nieuwe hoofdtrainer Jorge Jesus over een grote kern beschikte. In juli 2022 zat hij nog in de wedstrijdselectie voor de Champions League-kwalificatiewedstrijden tegen Dynamo Kiev, maar uiteindelijk liet de club hem in augustus 2022 op definitieve basis vertrekken naar de Belgische eersteklasser KVC Westerlo, die sinds 2019 in Turkse handen is.
Bij zijn officiële debuut voor Westerlo, op 25 september 2022 in de bekerwedstrijd tegen Eendracht Aalst (1-3-zege na verlengingen), was Gümüşkaya meteen goed voor een goal en een assist. Zes dagen later dropte trainer Jonas De Roeck hem in de basis voor de competitiewedstrijd tegen Zulte Waregem (2-0-winst). Het bleek niet de voorbode van een seizoen met veel basisplaatsen: in de competitie kreeg hij in zijn debuutseizoen enkel op 19 februari 2023 nog een basisplaats. Daartussen liet De Roeck hem ook starten in de bekerwedstrijd tegen KRC Genk, die Westerlo met 0-1 verloor. Gümüşkaya klokte in zijn debuutseizoen af op zeventien officiële wedstrijden, waarin hij dus slechts drie keer mocht starten – ook in de Europe play-offs kwam de Turk niet verder dan invalbeurten.

## Interlandcarrière
Gumuskaya debuteerde in 2016 als Turks jeugdinternational. In augustus 2022 nam hij met Turkije –23 deel aan de Islamitische Solidariteitsspelen in eigen land. In de eerste groepswedstrijd scoorde hij het enige doelpunt in de 1-0-zege tegen Senegal. Turkije stootte als groepswinnaar door naar de halve finale, waar Gümüşkaya opnieuw voor een 1-0-zege zorgde, ditmaal tegen Azerbeidzjan. Gümüşkaya speelde uiteindelijk ook mee in de finale tegen Saoedi-Arabië, die Turkije met 1-0 won dankzij een doelpunt van Metehan Altunbaş. Met twee goals eindigde Gümüşkaya als gedeeld topschutter van het toernooi.